# Maggiora
Maggiora är en ort och kommun i provinsen Novara i regionen Piemonte i Italien. Kommunen hade 1 658 invånare (2018).